# Благоје Јововић
Благоје Јововић (Косић код Даниловграда, 24. јануар 1922 — Росарио, 2. јун 1999) био је српски борац Југословенске војске у отаџбини у Бјелопавлићкој војно-четничкој бригади и извршилац атентата на усташког поглавника Анта Павелића 10. априла 1957. у Ломас де Паламору, предграђу Буенос Ајреса.

## Биографија
Рођен је у племену Бјелопавлића, од оца Јова и мајке Радуше (девојачко Делибашић). Отац му је током Првог светског рата био комита и четовођа, а током Другог светског рата локални вођа и борац, кога су убили комунисти 1944. Благоје је имао два брата Димитрија и Вељка и две сестре Вјеру и Ану. У Даниловграду је завршио основну школу и четири разреда средње школе. У Билећи је завршио Школу за резервне пешадијске официре. У марту 1941. добија прекоманду из Билеће у Стрмицу. гдје је био на служби у 49. пешадијском пуку, Брегалничкe дивизијскe области у саставу Треће армијске области. Средином марта самоиницијативно је, док се чекало одобрење од команде, ликвидирао двојицу немачких војника који су вршили извиђање на територији Краљевине Југославије. За ову акцију одликован је медаљом за храброст.
Априлски рат га је затекао на граници Краљевине Југославије и Грчке. После кратког ратовања упутио се у родни крај у село Косић у Бјелопавлићима. Од Струмице до своје родне куће препешачио је 430 километара. Јула 1941. прикључио се народном устанку против фашистичке Италије и сила Осовине. Био је изабран за командира Косићког партизанског одреда и са њим учествовао у борбама на Пљевљима. Када је добио наређење од команданта Ивана Милутиновића да са својим одредом крене у напад на Баја Станишића, који се под Острогом дигао на оружје јер је чуо да комунисти убијају политичке неистомишљенике, Благоје се повукао са дужности командира и одбио да учествује у братоубилачкој борби.
После тога прешао је у четнике, код пуковника Баја Станишића, који му је пре рата био претпостављени у школи за подофицире у Билећи. Године 1942. комунисти су били протерани из Црне Горе. Године 1943. био је премештен у штаб поморског официра и новог команданта Бјелопавлићке војно-четничке бригаде, капетана Јакова Јововића, и постављен за водника у штапској чети. Марта и априла 1943. године учествовао је у борбама у Херцеговини против комунистичких снага.
Септембра 1944. године налазио се у саставу делегације која је била одређена да крене у Италију на преговоре са Енглезима. За председника мисије је одређен Душан Влаховић, а за потпредседника Јаков Јововић. Путовали су малим бродом који се звао „Тендер” од Котора до Таранта у Италији. Када су пристали, сачекао их је амерички капетан и одвео их у њихов клуб. После пар дана ступили су у преговоре са Енглезима, који су их обавестили да се савезничка политика променила у корист Тита и партизана.

### Живот у емиграцији
Благоје је у Италији боравио у разним избегличким логорима. Радио је једно време у Тајној обавештајној служби и том приликом упознао Рандолфа Черчила.
За време рада у Тајној обавештајној служби (Интелиџенс сервис) упознао је Јевреје који су га обавестили да је Анте Павелић у Италији и да га крије Католичка црква у једном манастиру. Тада је Благоје први пут дошао на идеју да пронађе Павелића и да га ликвидира.
Од стране јеврејске заједнице у Интелиџенс сервису Јововић је, потом, добио и информацију да је Павелића пребацила у Аргентину католичка црква својим каналима и да га њени припадници крију и брину о његовој безбедности.
Септембра 1947. Јововић је испловио из Ђенове и кренуо за Буенос Ајрес у десетогодишњу потрагу за Павелићем. У Аргентини је Благоје радио разне послове, био је каменорезац, конобар, морнар, хотелијер и трговац. Створио је знатан капитал и постао индустријалац.
Поред тога, Јововић је био утемељивач и добротвор црквене општине „Свети Сава”, један од оснивача Удружења бораца „Дража Михаиловић” и члан управе друштва „Његош”.

### Атентат на Павелића
Захваљујући једном бившем италијанском генералу, Павелић је откривен почетком 1957. године. Подаци нису садржали информацију о правом идентитету Анта Павелића, већ где се налазио и куда се кретао. Планом убиства руководио је Јаков Јововић, а добровољно се пријавио његов рођак Благоје. Касније им се придружио Мило Кривокапић.
Одлука је донесена да се атентат изврши 9. априла 1957. године, односно, дан уочи прославе дана оснивања НДХ. У предвиђено време Благоје Јововић и Кривокапић су се упутили у место Палoмaр, где је Павелић дуже време живео. Тог дана, Павелић је пошао са женом и ћерком, па су одлучили да атентат изврше наредног дана.
У среду, 10. априла у 9 часова увече, по изласку из омнибуса Павелић је посумњао у свог првог пратиоца и окренуо се и у правцу Благоја испалио неколико метака. Јововић је потрчао за Павелићем и испалио пет метака у његовом правцу. Два метка су погодила Павелића, који се затетурао, али је погнут почео да јауче од болова и моли за милост.
Одмах након пуцњаве, Јововић је побегао у једном, а Кривокапић у другом правцу и сакрио се код својих пријатеља, очекујући реакције аргентинских власти, које су одмах интервенисале.
Аргентински жандарми су испитивали Павелића након атентата. На питање жандарма на кога сумња да је извршио атентат, Павелић је одговорио:
Не да сумњам него поуздано знам да је атентат закувала југословенска амбасада, наравно по наређењу Титове тајне полиције!
Задобијене ране од атентата Павелићу никад се нису зацелиле, пошто је боловао од шећерне болести. Чак ни зрна нису одстрањена ризичним хируршким захватом. Умро је у рано јутро 28. децембра 1959. у 71. години у Мадриду, од последица атентата.

### Повратак у отаџбину
После 55 година Благоје Јововић је 1999. године посетио први пут СР Југославију, Црну Гору од 1944. године. Јововић је допутовао из Аргентине и посетио манастир Острог, сусрео се са митрополитом Амфилохијем Радовићем и том приликом је рекао да је он човек који је убио Анту Павелића. После тога шира јавност је сазнала прави идентитет човека који је пуцао на Павелића 1957. године у Ломас де Паламору, Буенос Ајресу. Благоје је, боравећи под Острогом, посетио родно село Косић и гробље својих предака. Благоје је умро 2. јуна 1999. године у Росариу, Аргентини, само неколико месеци после посете, прве и последње, свом родном крају.

## Приватни живот
У Мар дел Плати оженио је Аргентинку, Гладу, са којом је имао сина Гаврила и ћерке Јадранку (Adriana), Марију и Карину. Његова ћерка, професорка Габриела Карина Јововић, дипломирала је на Филозофском факултету Универзитета у Новом Саду и поред посла преводиоца и интерпретатора српског језика, једини је званични преводилац са црногорског језика у Аргентини. Дана 30. новембра 2014. године, током служења Свете Архијерејске Литургије, митрополит Амфилохије миропомазањем је примио Карину Јововић у Православну цркву, пошто је претходно била крштена у Римокатоличкој цркви.

## Наслеђе
Јововићева кћи Марија је написала књигу о његовом животу под насловом Српски херој у Вучјој јазбини.

### Улица у Београду
Комисија за споменике и називе улица и тргова Скупштине града Београда је на седници 24. децембра 2019. године, усвојила иницијативу да се по Благоју Јововићу назове једна београдска улица. Скупштина града је 30. јула 2020. године, усвојила одлуку да се Загорска улица у Земуну, преименује у Улицу Благоја Јововића. Дана 5. августа 2020. године, заменик градоначелника Београда Горан Весић и директор Музеја жртава геноцида Вељко Ђурић Мишина су открили таблу са називом улице, као и спомен-таблу са двојезичном биографијом Благоја Јововића.
- Насликана велика табла са називом улице у улици њему посвећеној, у Земуну.
- Једна од табли са називом улице, Земун.
- Табла и спомен плоча, Земун.

### Полемике
Именовање улице по Благоју Јововићу, изазвало је негодовања у делу јавности. Историчарка Дубравка Стојановић је 26. јула 2020. године, у разговору са портал телевизије Нова, изјавила: „Посебан проблем је давање улице Благоју Јововићу, човеку који је покушао атентат на Анту Павелића, након којег је овај и умро. Према мишљењу Стојановићеве давање улице том човеку значи да Београд подржава узимање правде у своје руке, да слави крвну освету, убице и насилнике.”
У одбрану Дубравке Стојановић, јавили су се Теофил Панчић и Весна Малишић.
Овај став је био почетак оштрих полемика у јавности. Историчар Чедомир Антић је подржао именовање улице по Јововићу: „Докле год се не осуђује отмица Ајхмана и убиства различитих нацистичких убица, дотле не треба осуђивати ни Јововића. (…) У српском друштву постоје људи који сматрају да из левих идеја можете да убијате, а из десних или националних не смете…” Ћерка Благоја Јововића, Марија Јововић, је у својој књизи о свом оцу навела догађај из 1960, када је Израел нарушио суверенитет Аргентине, у којем су за две владавине Перона нацисти и усташе некажњено живели. Да би се један злочинац извео на суђење, Мосад је киднаповао Адолфа Ајхмана. То је затегнуло односе Израела и Аргентине. Пошто је Аргентина одбила захтев Југославије о изручењу Анте Павелића, а комунистичке власти га нису ликвидирале, преко својих тајних агената, освету за стотине хиљада побијених Срба, Јевреја, Рома и припадника осталих народа, је у своје руке преузео њен отац.
Црногорски публициста и активиста Новак Аџић, одбацује Јововићев атентат на Анту Павелића 1957. године, описујући га као „четничке бајке”. Српски историчар Вељко Ђурић Мишина је у дневном листу Данас од 25. фебруара 2023 реаговао на текст Новака Аџића (Благоје Јововић није био атентатор на Павелића), објављен у истом листу 23. фебруара 2023. У тексту под насловом Четник јесте пуцао на поглавника НДХ указује на грешке и пропусте Новака Аџића по овом питању.
По писању његове ћерке Марије, Благоје није имао никакве везе са УДБ-ом. По њеном мишљењу, неки људи, вођени завишћу према Благојевом подвигу и малој групи четника која је планирала напад на Павелића, желе да народ у то верује, омаловажавајући тиме жртву ових храбрих људи.